# Conacul de vie brâncovenesc din Valea Mare-Podgoria
Conacul de vie brâncovenesc din Valea Mare-Podgoria este un ansamblu de monumente istorice aflat pe teritoriul satului Valea Mare-Podgoria, aparținător orașului Ștefănești. În Repertoriul Arheologic Național, monumentul apare cu codul 13454.01.
Ansamblul este format din trei monumente:
- Ruine conac (cod LMI AG-II-m-A-13834.01)
- Poartă (cod LMI AG-II-m-A-13834.02)
- Zid de incintă (cod LMI AG-II-m-A-13834.03)